# معالجة المعادن

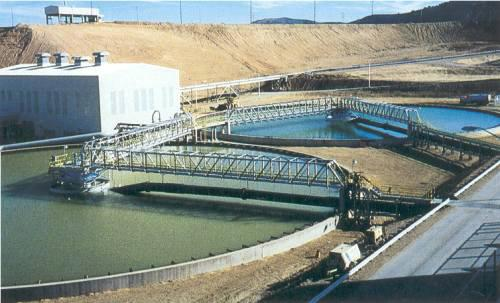

معالجة المعادن هي عمليات معالجة في علم الفلزات تهدف إلى تحرير المعادن من بعضها البعض من خاماتها. تتضمن هذه العمليات عملية السحق، هو مجال رئيسى من مجالات تركيز الخامات وهو عملية مكلفة؛ وترتفع التكلفة ارتفاعاً تناسبياً مع نقص حجم جسيمات المنتج. إلا أن تكلفة أي عملية متالورجية لاحقة مثل التسخين والنض وغيرها تنخفض بانخفاض حجم جسيمات المواد الصلبة المُعَالَجَة وذلك بسبب زيادة مساحة سطحها. وبالتالى لابد من التوفيق بين تكلفة الطحن والحجم المثالى للجسيمات كما تتطلبها العمليات اللاحقة. تتم عملية سحق الخامات عادة في ثلاث خطوات: التكسير الأولى والتكسير الثانوى والطحن.

## التكسير
يتم التكسير (Crushing) بتحريك سطح فلزى بالنسبة لسطح آخر يكون عادة ثابت. تغذى سطوح التكسير بالمواد وتُفَرّغ منهم بالجاذبية
. ويعتمد اختيار الكسارة على صلادة المادة وعلى حجم جسيمات المنتج المطلوبة. ومن المعدات الشائعة الكسارات الفكية وفيها تكسر كتل الخام بين فكين من صلب صلد، أحدهما مثبت والآخر متحرك، وقد تصل طاقة إنتاج الكسارات الفكية إلى 500 م3/س. وهناك أيضاً الكسارات الدوامية أو المخروطية وسطوح التكسير فيها على شكل مخروطات مقطوعة، يتدحرج أحدهما على السطح الداخلى للآخر فيكسر كتل الخام المحصورة بينهما، وقد تصل طاقة إنتاج هذه المعدات إلى 2000 م3/س. وتوجد أيضاً الكسارات الدرافيلية وفيها ترتطم المواد المُغَذّاة للماكينة بأسنان الدرافيل الدوار وتكبس كذلك بينه وبين لوح الكسارة فتمزق الأسنان الموجودة على سطح الدرافيل المواد لاستكمال تكسيرها. من المعدات الأخرى المستخدمة في تحرير المعادن المحببات وتستخدم صفوف من المطارق لتكسير الخام مع حركة درفلة بطيئة مما ينتج منتجات محببة مع قليل من النواعم. الكسارات التثاقلية ويتم التكسير فيها بفعل التصادم التثاقلى فقط. وتستخدم لتكسير الفحم والمواد سهلة التفتيت معطية نواتج خشنة نسبيا مع قليل من النواعم، وطاقة الإنتاج المعتادة لهذه المعدات هي 1400 طن/س.

## الطحن
يتم الطحن (Grinding) بأجسام حرة الحركة مثل كرات أو قضبان الصلب. والمعدات المستخدمة لهذا الغرض هي عبارة براميل ضخمة، أفقية، دوارة، ذات بطانة داخلية يمكن تبديلها، مصنوعة من مادة مقاومة للبِلَى مثل الصلب المسبوك والمطاط. تملئ البراميل حتى تقريبا 40% من حجمها بقضبان صلب سائبة (طاحونة قضبان) أو كرات صلب (طاحونة كرات). وعند دوان الطاحونة تنحدر القضبان أو الكرات فتكسر قطع الصخر التي قد تتواجد في الفراغات بينها. ومن العيوب الأساسية في الطواحين بلَى أدوات الطحن بسبب الاحتكاك والتآكل. ونتيجة للبلى تضاف تزويدات جديدة من أدوات الطحن من وقت لآخر. ولتقليل تكلفة البلي أثناء الطحن يستخدم الطحن الذاتى ونصف الذاتى وفيها تستخدم قطع كبيرة من المادة الجارى طحنها كأدوات طحن بدون أو مع كرات الصلب. ويمكن أن يجرى الطحن في وجود أو غياب الماء. وتنفذ العملية عادة في الماء بسبب مشكلات الغبار المصاحبة لطحن المواد الصلبة (مشكلات صحية وانفجار ومخاطر النار) وكذلك لأن الطحن الرطب يحتاج لطاقة أقل مقارنة بالطحن الجاف ولكنه مصحوب بزيادة البِلَى مما يعد عيباً في الطحن الرطب.

## انظر أيضآ
- علم الفلزات
- بصريات المعادن
- مجهر بتروغرافي